# Secteur défensif du Rhône

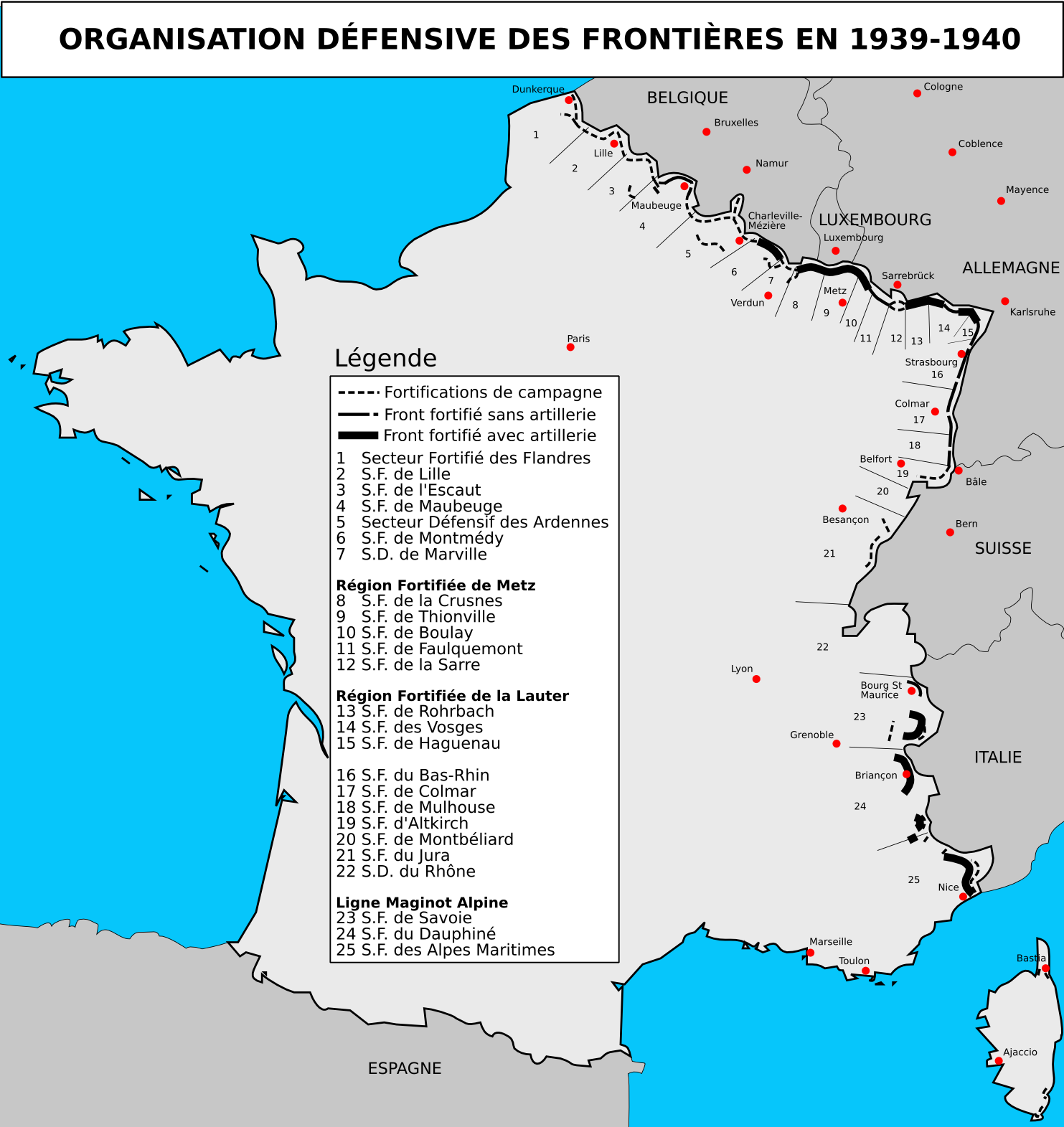
Carte de l'organisation en secteurs de la ligne Maginot.

Le secteur défensif du Rhône (SDR) est une partie de la ligne Maginot, situé entre le secteur fortifié du Jura au nord-est et le secteur fortifié de la Savoie au sud.
Il forme une ligne très discontinue le long de la frontière entre d'une part la France et d'autre part la Suisse et l'Italie, du col de la Faucille (limite entre les départements du Jura et de l'Ain) à l'aiguille du Glacier (limite entre les départements de la Haute-Savoie et de la Savoie). Les fortifications du secteur sont légères.
Pour un article plus général, voir Ligne Maginot.

## Organisation et unités
D'abord sous commandement de la 14e région militaire (QG à Lyon) jusqu'à la déclaration de guerre, le secteur passe alors sous commandement de la 6e armée : il est sous l'autorité du 14e corps d'armée (sauf du 15 au 27 septembre 1939, période pendant laquelle il est intégré au 16e corps). La grande unité de renforcement à la mobilisation est la 1re division d'infanterie nord-africaine (1re DINA, d'active), remplacée en octobre 1939 par une partie de la 64e division d'infanterie (de réserve série B), elle-même relevée en février 1940 par une partie de la 66e division d'infanterie (qui coiffe principalement le secteur fortifié de la Savoie), les meilleures divisions de l'Armée des Alpes étant envoyées sur le front du Nord-Est.
Le secteur est divisé en trois sous-secteurs :
- sous-secteur Faucille - Fort l'Écluse ;
- sous-secteur du Chablais ;
- sous-secteur de l'Arve.

En juin 1940, le secteur dispose comme unités organiques de la 230e DBAF (demi-brigade alpine de forteresse : 179e bataillon alpin de forteresse, 189e BAF et 199e bataillon de chasseurs de haute montagne) et de la 1re batterie du 164e RAP (régiment d'artillerie de position).

## Composants

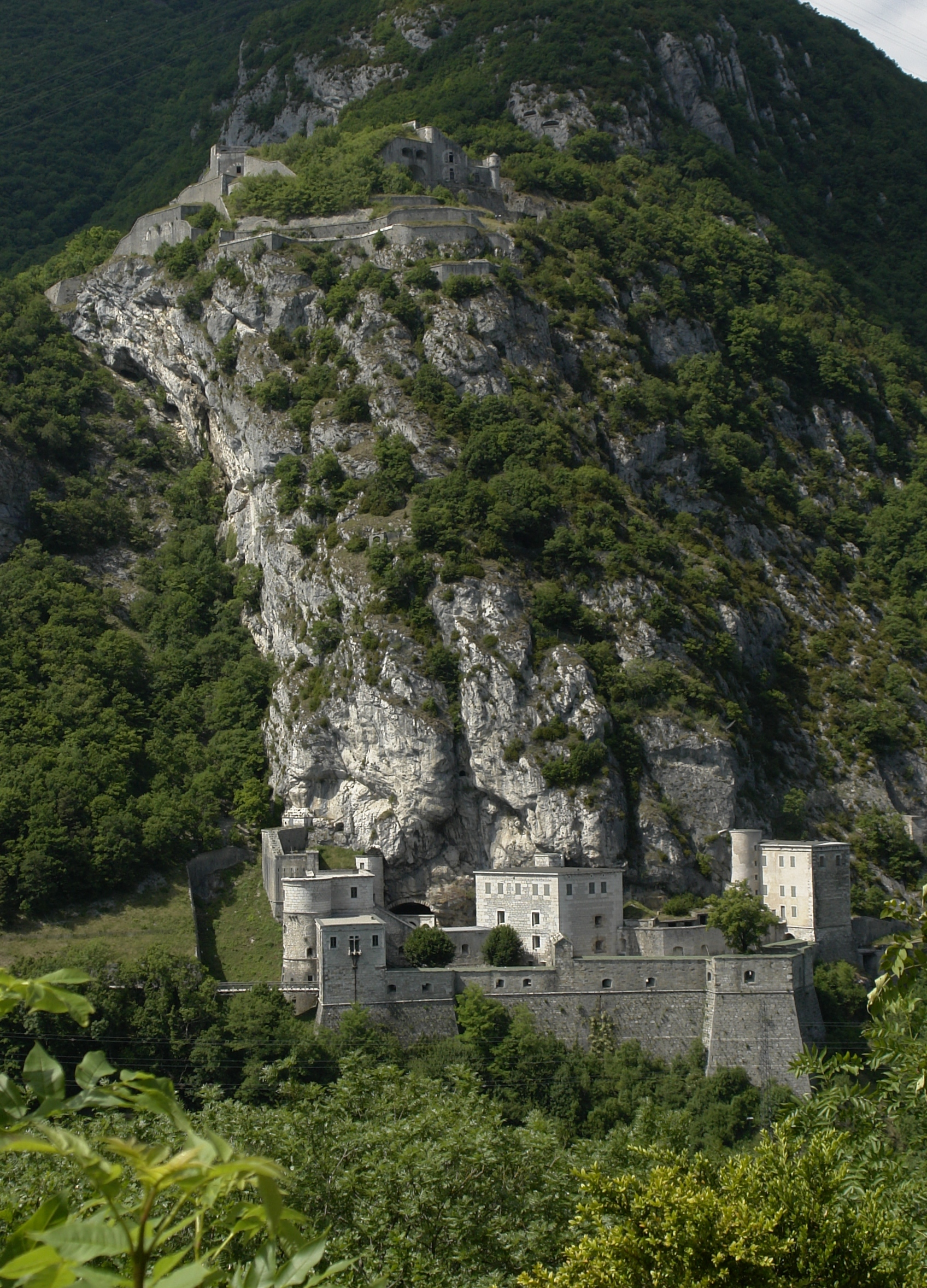
Fort l'Écluse, contrôlant le défilé de l'Écluse où passe la route de Genève à Lyon.